# 밥 포시
로버트 루이스 "밥" 포시(영어: Robert Louis “Bob” Fosse, 1927년 6월 23일 ~ 1987년 9월 23일)는 미국의 배우, 댄서, 음악 안무가, 감독이다. 밥 포시는 안무로 토니상에서 여덟 번의 수상을 하는 전례없는 기록을 세웠다. 뿐만 아니라 감독상도 한 번 받았다. 또 아카데미 상에서도 네 번 후보로 올랐는데, 영화 《카바레》의 감독을 맡으면서 아카데미 수상을 했다.

## 생애
밥 포시는 노르웨이계 아버지와 아일랜드계 어머니 사이에서 시카고에서 태어났다. 1950년대 메트로 골드윈 메이어의 댄서겸 안무가로 활발히 활동했다.
밥 포시는 13살때 아는 사람과 함께 더 리프 브라더스라는 그룹을 만들어 15살때부터 춤을추기 시작했다고한다. 이후 브로드웨이에서 뮤지컬 안무가, 연출로 활동했고 댄서로 영화에 출연하기는 했지만 1968년 《달콤한 자선》을 통해 영화 감독으로 데뷔했다. 1973년에는 영화 《카바레》로 아카데미 상에서 수상을 했다. 뿐만 아니라 《피핀》으로 토니상을, Liza with a Z로 에미 상을 수상하는 등 각종 시상식을 휩쓸었다. 1979년에는 《재즈는 나의 인생》을 통해 칸 국제 영화제 황금 종려상을 수상했다.

## 작품

### 무대 제작
- Call Me Mister, 1947 배우
- Make Mine Manhattan, 1948 배우
- Dance Me a Song, 1950 배우
- Billion Dollar Baby, 1951 배우
- The Roaring Twenties, 1951 배우
- Pal Joey, 1952 배우
- The Pajama Game, 1954, 안무가
- Damn Yankees, 1955, 안무가
- Bells Are Ringing, 1956, 공동 출연
- New Girl in Town, 1958, 안무가
- Redhead, 1959, 감독 및 안무가
- How to Succeed in Business Without Really Trying, 1961
- Little Me, 1962, 공동 감독 및 안무가
- Pleasures and Palaces, 1965, 감독 및 안무가
- Sweet Charity, 1966, 감독 및 안무가
- Pippin, 1972, uncredited book, 감독 및 안무가
- Liza with a Z, 1972, filmed for television concert, 감독 및 안무가[1]
- Chicago, 1975, book;감독 및 안무가
- Dancin', 1978, 감독 및 안무가
- Big Deal, 1986, 감독 및 안무가

### 영화
- The Affairs of Dobie Gillis, 1953 (배우)
- Give a Girl a Break, 1953 (배우)
- Kiss Me Kate, 1953 (배우)
- White Christmas, 1954 (안무가—uncredited)
- My Sister Eileen, 1955 (actor/안무가)
- The Pajama Game, 1957 (안무가)
- Damn Yankees, 1958 (댄서/안무가)
- Sweet Charity, 1969 (감독/안무가)
- Cabaret, 1972 (감독/안무가)
- Lenny, 1974 (감독)
- The Little Prince, 1974 (배우/안무가)
- Thieves, 1977 (배우)
- All That Jazz, 1979 (각본/감독/안무가)
- Star 80, 1983 (각본/감독)